# Juan Antonio O'Donnell Gallego
Juan Antonio O´Donnell Gallego (Pontevedra, 1 de julio de 1946) es policía y comunicador español. Con una larga carrera profesional en diversos departamentos policiales, ha sido Jefe de prensa y portavoz del Cuerpo Nacional de Policía en Málaga.
Tras su jubilación en 2014 recibió el título vitalicio de Inspector Jefe Honorario del Cuerpo Nacional de Policía.
Como experto en temas policiales es analista de sucesos y colabora con radios y televisiones de España. Es conocido como el “Polimediático”.

## Biografía
Miembro de una destacada familia de políticos y militares del siglo XIX español, es hijo de Juan Antonio O’Donnell Lara y de Mercedes Gallego Drapier y sobrino tataranieto del General Leopoldo O'Donnell Jorris, presidente del Gobierno con Isabel II. También es nieto del teniente coronel Leopoldo O´Donnell y Vargas y primo hermano del duque de Tetuán, Hugo O'Donnell Duque de Estrada, militar e historiador, miembro de la Real Academia de Historia.
Nació en Pontevedra, pero  su infancia y juventud transcurrieron en Málaga, de donde era natural su padre. En 1956 regresó a Málaga y se formó con los Maristas, cuyo colegio, el palacete de la marquesa de Donadio conocido como casa de la marquesita, había pertenecido a su familia.
En los años 60 combinó sus estudios con su primer trabajo en las oficinas de Almacenes Álvarez (actual Museo Carmen Thyssen) y posteriormente con los enciclopedistas americanos Grolier, pero ya entonces había decidido ser policía, por tener una clara vocación de servicio.
En 1971, tras opositar,  ingresó en el Cuerpo Nacional de Policía, en los estertores del franquismo y cuando ya empezaban a notarse los cambios. Pasó por Policía Científica, siendo su primer destino, en Madrid. En Málaga, sus principales destinos fueron la Brigada de Información, Estupefacientes, Extranjería, la Brigada del Juego y la Unidad adscrita a Tribunales. Entretanto fue completando su formación con diversos cursos especializados: estudios de Criminología en la Universidad Complutense de Madrid (1972), Derecho, en la Universidad de Málaga (1980-83), Inspección ocular técnico policial, Alcoholismo y juventud, Tiro, Formación sobre drogas... Ha sido profesor del Curso de Expertos de Protocolo en la Universidad de Málaga entre 2007 y 2014. Fue nombrado Inspector Jefe en 1974 y tras su jubilación, Inspector Jefe Honorario en 2014.La Dirección General de la Policía en 2005, le nombró Director de Seguridad Privada (003456) y Jefe de Seguridad Privada (001774).[cita requerida]
Entre 1997 y 2005 fue jefe del Gabinete de Prensa y Relaciones Públicas y portavoz del Cuerpo Nacional de Policía para Málaga y su provincia.[cita requerida]
Ha recibido la Cruz al Mérito Policial (2000) y la Encomienda al Mérito Civil (2003).

## Analista de sucesos y comunicador
Su paso por la jefatura de Prensa, le facilitó la relación con los medios, tanto televisión como radio y cine. Ha contribuido con sus conocimientos a la divulgación de investigación en casos muy mediáticos como los casos Rocío Wanninkhof,  Marta del Castillo,El niño pintor, Mariluz Cortés, Bretón, Muerte de García Caparrós y otros.
Es tertuliano y colaborador regular de Canal Sur TV, y un asiduo en programas de actualidad de Atresmedia, y Telecinco.
En Canal Sur participó desde 2002 en el programa magazin Mira la vida, y más adelante en Hoy en Día,  Tiene Arreglo y Gente Maravillosa de Toñi Moreno, y simultáneamente desde 2008, en el programa vespertino La tarde aquí y ahora con Juan y Medio, y anteriormente en La Tarde con María de María del Monte, entre otros.[cita requerida]
También han contado con su colaboración en Espejo público de Susanna Griso (A3M), y anteriormente en Tal Cual lo contamos, donde tenía la sección “El timo de la semana”. En el Programa de Ana Rosa, con Ana Rosa Quintana y en Rojo y Negro con Nacho Abad, ambos de Telecinco.[cita requerida]
Ha sido coguionista y colaborador en programas locales de televisión como 091 la Policía informa de PTV, y La Policía más cerca de Málaga TV (1998-2005).[cita requerida]
También colabora con diversos programas radiofónicos: con Rafael Cremades estuvo en el programa matutino Aquí estamos y desde 2021 cuenta con la sección La Sombra del Crimen, en La Noche de Canal Sur Radio del mismo Cremades.
En cuanto a cine, ha sido asesor en el largometraje documental Operación Algeciras de Jesús Mora (sobre la guerra de las Malvinas), presente en el Festival de Cine de Huelva, y en el documental 23 disparos, de Jorge Laplace,que trata sobre la muerte de García Caparrós durante la manifestación "pro autonomía" de 1977, y que obtuvo en 2018 el Premio IRIS de la Academia de las Ciencias y las Artes de Televisión, el Premio Imagenera” del Centro de Estudios Andaluces,  el primer Premio "Pajarraco de Plata" en el Festival Nuevo Cine Andaluz de Casares 2018 y el Premio Asecan al mejor documental de 2018, concedido por la Asociación de Escritores y Escritoras de Cine de Andalucía, siendo además seleccionado en el Festival de cine de Málaga.[cita requerida]
En 2023 se estrenó en Canal Sur TV el documental donde participó, como colaborador especial, Vulnerables, de J. Muñoz Gijón y D. Gamero, sobre la desaparición del conocido como “Niño pintor de Málaga” y otros casos similares.[cita requerida]
En 2025, se estrenó en Canal Sur TV, con la producción de ADM y Cibeles, la serie documental "Crimen y Ley", donde igualmente partcipó.
Ha participado en el Congreso Bienestar Vejer 2017 de la cadena SER, compartiendo escenario con Manuel Jabois, escritor y periodista. 
Ha impartido conferencias en diversos foros: como en la Universidad Internacional de La Rábida con  “La Policía y la drogas de síntesis” (2003); el Colegio de Abogados y Cuerpo Consular de Málaga con “El plan Focus” (2016); y en el espacio cultural La Térmica con “El niño pintor”, “El sexo y la serie negra” y “Padre Coraje”, dentro del ciclo “Etiqueta Negra” en 2016.